# Marly Álvares
Isaura Marly Gama Álvares,  (Pernambuco,9 de agosto de 1934)  é uma ex-voleibolista e basquetebolista brasileira, que em ambas modalidades representou o país através da seleção brasileira.

## Carreira
Pernambucana de nascimento, esteve radicada durante muitos anos no esporte carioca. No vôlei jogou na posição de cortadora, nomenclatura dada para o atacante do vôlei em sua época, onde era dominante o sistema 4x2. Vestia a camisa 12 na Seleção Brasileira Feminina de Voleibol e conquistou resultados importantes na seleção como a medalha de bronze em Jogos Pan-Americanos.
Foi atleta do Botafogo FR, pela seleção brasileira disputou a edição do Campeonato Mundial de Voleibol de 1956, em Paris, França, alcançando a décima primeira colocação  e na edição de 1960, realizada no Rio de Janeiro,  finalizou na quinta colocação.
No basquetebol conquistou títulos nacionais e internacionais, e vestia a camisa 8 pela seleção., sendo semifinalista em duas edições do Campeonato Mundial de Basquetebol, em 1953 e 1957, realizadas Santiago e Rio de Janeiro, respectivamente.

## Títulos e resultados
Voleibol
- Campeonato Carioca de Voleibol Femininoː1948,1954,1955,1956,1958,1959,1969 e 1964

 Basquetebol
- Campeonato Mundial de Basquetebol Femininoː1953[11],1957[11]
- Campeonato Carioca de Basquetebol Femininoː1961,1962,1963